# Iglesia de San Francisco de Paula (Parma)
La iglesia de San Francesco di Paola, conocida como Paolotti, es una lugar de culto católico desconsagrada de arquitectura barroca, situado en Strada Massimo D'Azeglio 85/A en Parma, en la provincia del mismo nombre. Junto con el convento anexo, se utiliza para fines civiles desde 1818.

## Historia

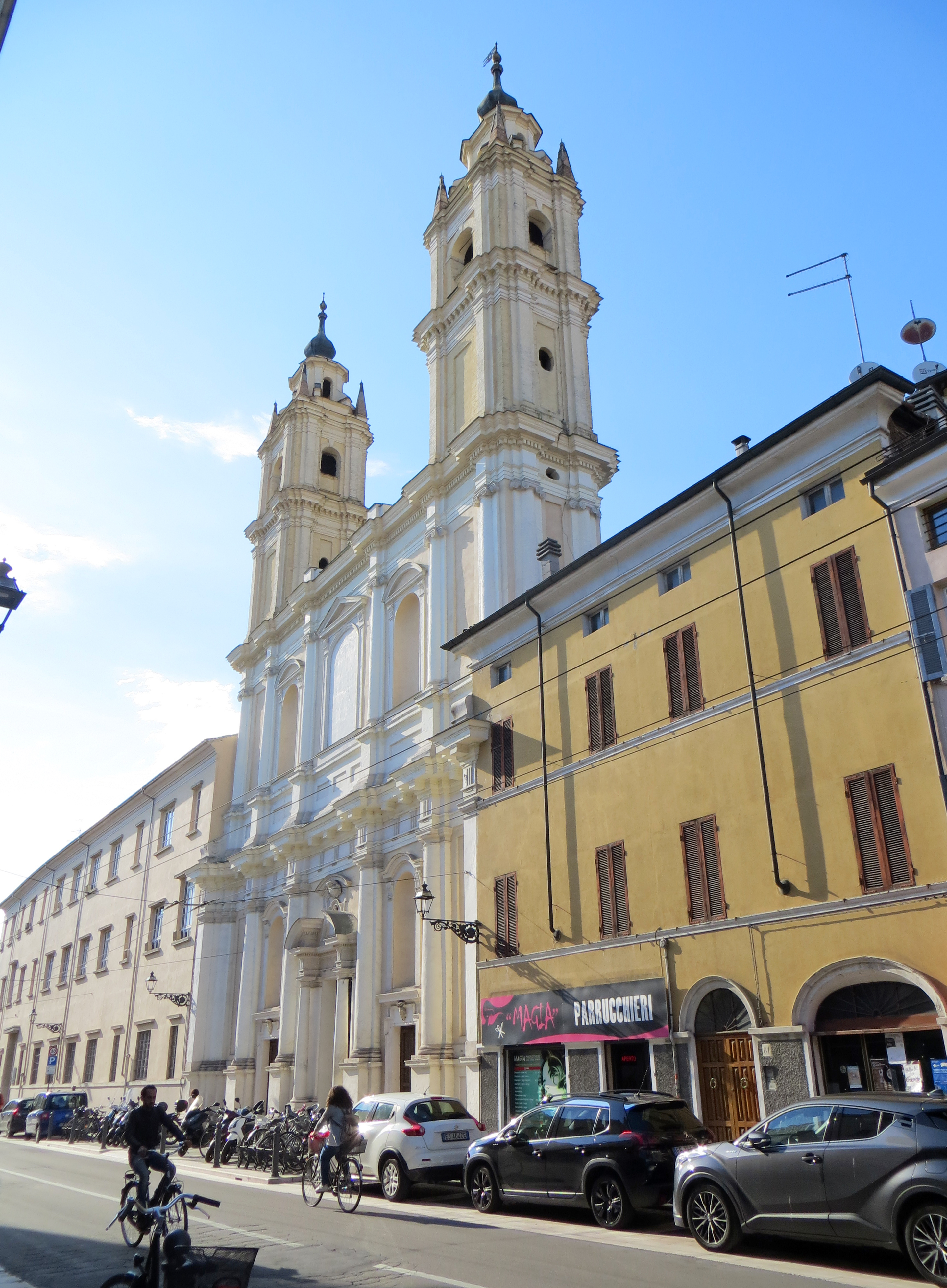
Fachada

La iglesia y el hospital de los Frailes Menores fueron construidos en Parma, no lejos de la iglesia de Santa Croce, alrededor de 1224 con el título de preceptoría de San Giovanni Battista.
En 1574, por invitación del duque Ottavio Farnese, los Frailes Mínimos de San Francesco di Paola llegaron a Parma y la comunidad se instaló en la preceptoría: a cambio de hospitalidad, los frailes pagaron al comandante de los jerosolimitanos una renta de una libra de cera blanca.
A partir de 1581, los Frailes Mínimos (también conocidos como Paolotti) compraron o recibieron como regalo algunos edificios de la zona y en 1625 los demolieron para construir un convento adecuado a sus necesidades. Las obras finalizaron en 1637. La fachada de la iglesia, caracterizada por dos campanarios gemelos (las torres Paolotti), fue construida en 1689 por el comandante de los jerosolimitanos, el conde Stefano Sanvitale, según un diseño del arquitecto de Piacenza Carlo Virginio Draghi. La iglesia tenía una sola nave, con tres capillas laterales a cada lado.
La orden de los Mínimos fue suprimida por el gobierno napoleónico en 1810 y en 1818 la duquesa María Luigia hizo utilizar el complejo como hospital para "locos": mantuvo este propósito hasta 1872, cuando el asilo fue trasladado al antiguo palacio ducal de Colorno.
En 1900 se creó en el convento el hospital pediátrico, uno de los primeros en Italia, cuyos servicios fueron trasladados al hospital principal en 1927. Desde 1936 el convento alberga algunos departamentos de la Universidad de Parma.